# Élénie de Pallatanga
Elaenia pallatangae
Espèce
Statut de conservation UICN

 LC  : Préoccupation mineure
L'Élénie de Pallatanga (Elaenia pallatangae) est une espèce de passereau de la famille des Tyrannidae. Pallatanga est le nom d'un canton d'Équateur dans lequel elle a été observée.

## Systématique
Cet oiseau est représenté par trois sous-espèces selon la classification de référence du Congrès ornithologique international (version 9.1, 2019) :
- Elaenia pallatangae pallatangae Sclater, 1862 : Andes du sud de la Colombie et de l'Équateur ;
- Elaenia pallatangae intensa Zimmer, 1941 : Andes du Pérou ;
- Elaenia pallatangae exsul Todd, 1952 : Andes de la Bolivie (Départements de La Paz et de Cochabamba)[1],[3],[4].